# Selbustrand
Selbustrand – wieś w Norwegii w okręgu Trøndelag w gminie Selbu. Położona jest na północnym brzegu jeziora Selbusjøen. We wsi znajduje się kościół z 1901 roku.